# Ibrahima Ndiaye (football, 1998)
Pour les articles homonymes, voir Ibrahima N'Diaye et Ndiaye.
Ibrahima Ndiaye, né le 6 juillet 1998 à Saint-Louis au Sénégal, est un footballeur sénégalais évoluant au poste d'ailier gauche au Al-Hazem Saudi Club.

## Biographie

### Débuts professionnels
Né à Saint-Louis au Sénégal, Ibrahima Ndiaye est formé par l'ASC Diaraf au Sénégal. En août 2016 il rejoint l'Égypte en s'engageant avec le club du Wadi Degla.
Le 31 août 2017, Ndiaye est prêté pour la saison 2017-2018 à l'Ergotelis Héraklion.

### FC Lucerne
Le 3 août 2019 Ibrahima Ndiaye s'engage pour quatre saisons au FC Lucerne en Suisse. Il joue son premier match sous ses nouvelles couleurs dès le 8 août suivant, lors d'un match qualificatif pour la Ligue Europa face à l'Espanyol de Barcelone. Il entre en jeu et son équipe s'incline par trois buts à zéro ce jour-là.
Il remporte la Coupe de Suisse en 2021, en finissant co-meilleur buteurs.

### Zamalek SC
Le 31 août 2022, Ibrahima Ndiaye retourne en Égypte afin de s'engager en faveur du Zamalek SC.

### Al-Hazem SC
En 2024, Ibrahima Ndiaye rejoint l’Arabie saoudite au club du Al-Hazem SC qui joue actuellement en D2 Saoudienne.

### En sélection
Ibrahima Ndiaye est sélectionné avec l'équipe du Sénégal des moins de 20 ans pour participer à la coupe d'Afrique des nations des moins de 20 ans en 2017. Lors de ce tournoi il joue cinq matchs dont quatre comme titulaire et marque un but le 2 mars contre l'Afrique du Sud (victoire 3-4 du Sénégal). Son équipe se hisse jusqu'en finale où elle affronte le pays hôte, la Zambie le 12 mars et perd la rencontre (2-0 score final). Quelques mois plus tard il participe avec cette sélection à la coupe du monde des moins de 2020 de cette catégorie d'âge. Il prend part à trois matchs en tant que titulaire et le Sénégal est battu en huitièmes de finale par le Mexique (1-0).

## Palmarès
- FC Lucerne
  - Vainqueur de la Coupe de Suisse en 2021
- Zamalek SC
  - Vainqueur de la Coupe de la confédération en 2024